# Penait Călcâi
Penait Paul Călcâi (ur. 8 lipca 1924 w Fokszanach, zm. 4 kwietnia 1976 w Centerville) – rumuński strzelec, uczestnik  Letnich Igrzysk Olimpijskich 1952 w Helsinkach. Zajął tam 6. miejsce w pistolecie szybkostrzelnym z 25 metrów. Indywidualny wicemistrz świata z tego samego roku.